# 김형남
김형남(金炯男, 1973년 6월 28일 ~ ) 은 KBO 리그 前 현대 유니콘스, 쌍방울 레이더스의 포수이다.

## 출신 학교
- 경남상업고등학교
- 단국대학교

## 특이사항
1996년 10월 20일 인천구장에서 열린 해태타이거즈-현대유니콘스의 한국시리즈(KS) 4차전에서 정규시즌 동안 마무리투수로 활약했던 정명원이 깜짝 선발로 등판해  투수랑 겨우 5경기만 출장한 신인 포수 김형남과 배터리 호흡을 맞춰어서 노히트노런을 작성했다. 포스트시즌에서 유일한 대기록이다. 해태 29타자를 상대로 4사구 3개를 내주며 삼진 9개를 잡았다. 아웃카운트 27개 중 땅볼이 7개, 뜬공이 10개였다. 정명원의 KS 첫 승이었다. 시속 147km의 강속구와 체인지업, 포크볼을 던지며 해태 이대진과 투수전을 벌였다. 부상으로 빠진 주전 포수 장광호를 대신한 백업 포수 김형남과 합작한 대기록이다.
김형남의 볼배합과 습성을 몰랐던 해태로선 속수무책이었다. 정명원은 1회초 이종범을 4구, 동봉철을 사구로 출루시키며 흔들렸다. 홍현우의 희생번트로 1사 2·3루 위기를 맞았지만 고(故) 이호성을 삼진, 박재용을 파울플라이로 낚아 대기록으로 향하는 길을 닦았다. 이대진도 7회까지 3안타 무실점으로 호투했다. 현대는 8회말 무사 만루서 박진만과 김인호의 적시타로 2-0을 만들고, 2사 만루서 이숭용의 2타점 우전적시타로 4-0 승리를 거뒀다.